# 낚시 (인터넷)
낚시란 그럴듯하게 다른 사람을 속여 특정한 행동을 하게 하는 것을 뜻한다. 이렇게 다른 사람을 속이거나 속임을 당하는 데는 '낚다', '낚였다'라는 표현을 쓰고, 다른 사람을 속이기 위해 이용한 내용은 떡밥 또는 '미끼'라고 부른다. 처음에는 일부 네티즌들이 장난으로 시작했으나, 최근에는 그저 우스개로 지어낸 사소한 이야기에서부터 사기에 가까울 만큼 치밀한 조작으로까지 점점 범위가 넓어지고 있다.

## 유래
처음에는 그럴듯한 제목의 글을 눌러보면 만화 사진 한 장과 '걸렸다'는 걸 나타내는 짧은 글이 담겨 있는 식으로 낚시 행위가 시작되었다. 예를 들어 '담배값 인상', '전지현 결혼!'과 같이 읽는 사람의 호기심을 자극하는 제목을 만들어서 내용을 열어보게 하지만, 내용은 그것과 전혀 상관없는 글 혹은 그림이 들어 있는 방식이다.
서서히 이런 놀이에 동참하는 네티즌들이 늘어나면서, 인조이재팬 이외의 다른 커뮤니티에서도 낚시가 이뤄지는 등 이 놀이는 점점 퍼져나가며 발전하기 시작한다. 글을 읽는 사람이 낚였다는 것을 암시하기 위해 실제 바다낚시를 하는 낚시꾼의 사진을 사용한 것 역시 이 때부터다.
나중에는 해당 게시물에 증거자료라면서 URL을 첨부하고, 이 URL에 낚시꾼의 사진 등을 첨부해 낚시임을 드러내거나 나중에야 낚시였음을 알려주는 등 수법이 점차 교묘해져 갔다.
가끔 실제로 낚시를 하는 장면을 담은 사진(특히 물고기가 찍혀있는 사진)이 인터넷 뉴스 기사로 종종 올라오는 경우가 있는데, 이런 기사도 흔히 낚시 장난에 이용된다. 충격적이거나 귀가 솔깃해지는 제목으로 위장하고 해당 기사의 주소를 게재하여 읽게 하는 수법이다. 그러면 해당 기사의 하단에는 '낚였다'는 댓글이 여럿 달리게 된다. 수많은 사람들이 각자 저마다의 장난에 이런 기사를 인용하고, 따라서 이런 기사의 덧글란에는 수많은 다른 제목으로 낚여서 들어온 사람들이 덧글을 남기는데, 어떤 기사로 속아서 들어왔는지를 '어종'이라고 표현하기도 한다. 예를 들어, "연예인 공연 중 속옷 노출 사고", "달 표면의 옥토끼 실존하는 것으로 밝혀져", "사립대 주요 7개대학 일제히 등록금 면제 의사 밝혀"라는 세 가지 낚시글이 와~월척이다라는 같은 기사로 링크되는 경우, 해당 기사의 '어종'은 3종류라고 하는 식이다.

## 기타
- 인터넷 상의 낚시 주제는 빠르게 식지만, 릭롤링은 최초 유행 시점으로부터 10년 가까이 유행하기도 했다.
- 대한민국 외 지역의 경우 최근 일어난 유명한 사례로는 소칼 사건, 헨리크 바투타 사건 등이 있다.
- 장난삼아 쇼크 사이트를 게시하기도 하지만 게시글을 열람한 사람이 수치심을 느겼을 경우 법적 처벌을 받을 수 있다.

## 같이 보기
- 피싱